# Soundhunters

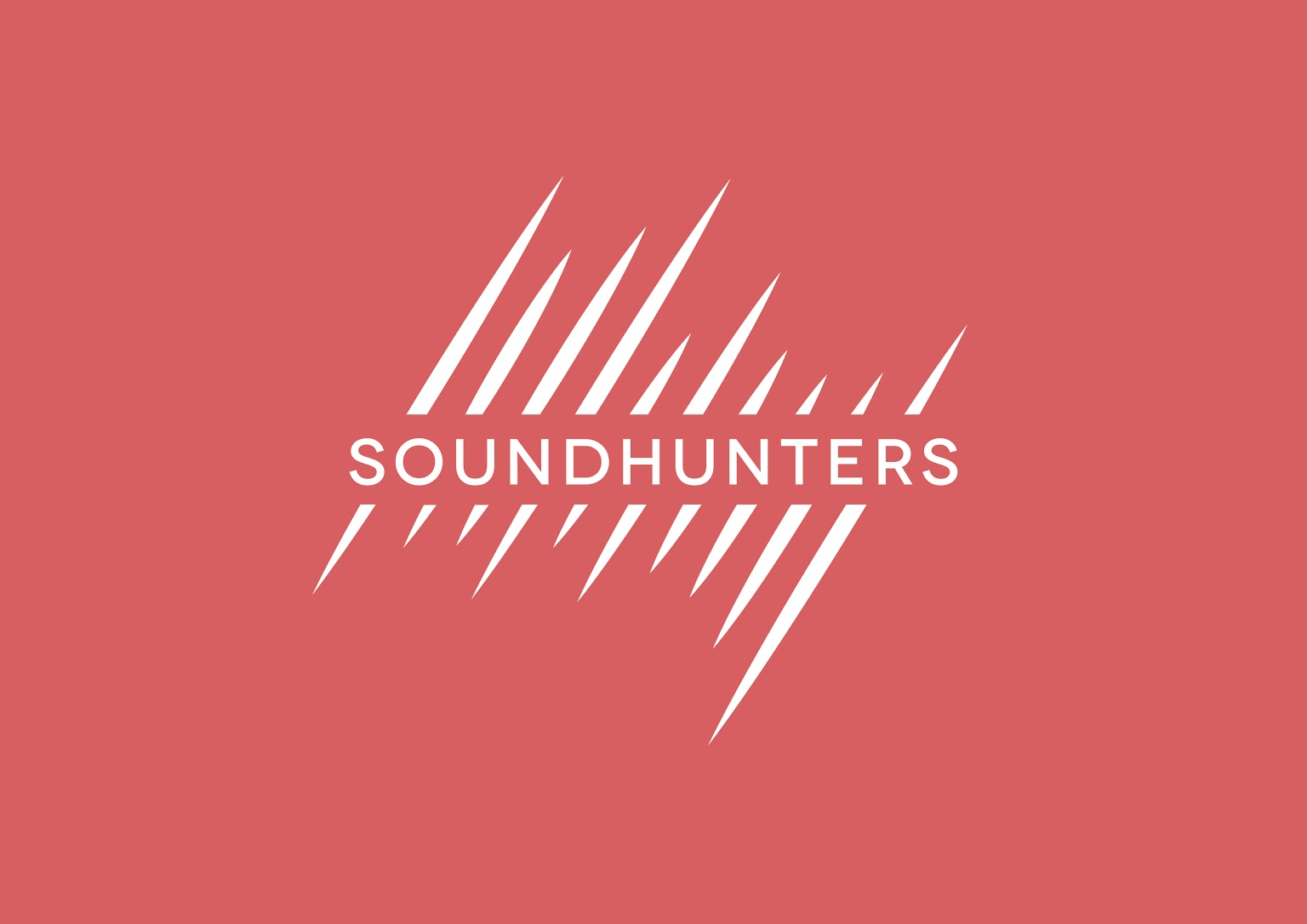
Logo du projet Soundhunters

Soundhunters est un projet transmédia musical imaginé par Nicolas Blies et Stéphane Hueber-Blies (aka les frères Blies), Marion Guth et François Le Gall, diffusé sur la chaine Arte en 2015 et déployé à l'international avec Native Instruments et la plateforme de streaming musical SoundCloud.
Soundhunters propose aux spectateurs de remixer le monde qui l'entoure à travers une démarche documentaire, créative et collaborative. Soundhunters est composé d'un long-métrage documentaire diffusé sur Arte le 19 septembre 2015 (réalisé par Beryl Koltz), d'un webdocumentaire mettant en scène des artistes internationaux (Daedelus, Luke Vibert, Mikael Seifu, Simonne Jones), d'une application mobile participative et d'un album musical parrainé par Jean-Michel Jarre, intitulé Zoolook Revisited .

## Origines
Soundhunters a été conceptualisé par Nicolas Blies et Stéphane Hueber-Blies (aka les frères Blies), François Le Gall et Marion Guth de la société de production luxembourgeoise a_BAHN. Ouvertement inspiré de l'album Zoolook (1984) auquel il rend hommage, Soundhunters a été imaginé afin de transformer le monde en un instrument de musique infini . La démarche documentaire propose au grand public de découvrir et d'explorer la technique du sampling : technique sonore qui était au cœur de la démarche de l'album Zoolook. Jean-Michel Jarre explique : « Le titre Zoolook c’est quoi ? Ça veut dire observer le zoo dont nous faisons chacun partie. C’est ça l’idée. Donc de reprendre cette idée, de continuer à la développer, c’est pour moi exactement ce que doit générer un travail de création, de donner envie aux autres de continuer. Une fois que tu as terminé ce que tu as fait, ça ne t’appartient plus ». 

## Transmédia
Soundhunters est sorti en 2015 et est constitué de plusieurs médias :
- Un long-métrage documentaire de 52' réalisé par Beryl Koltz (avec la participation de Chassol, Matthew Herbert, Blixa Bargeld, Jean Michel Jarre, Matmos, Kiz, Joseph Bertolozzi). Diffusé sur Arte le 19 septembre 2015, le film a ensuite été diffusé dans plusieurs pays, notamment au Danemark, en Hollande ou encore sur la NHK au Japon [1],[5];
- Un webdocumentaire reprenant le processus créatif de sampling impliquant 4 artistes internationaux (Simonne Jones, Mikael Seifu, Daedelus et Luke Vibert);
- Un album musical participatif hommage dont les morceaux ont été choisis par Jean Michel Jarre, intitulé Zoolook Revisited [2];
- Des applications web et mobile (iOS et Android) de création collaborative [6].

## Récompenses
- Soundhunters remporte le FIPA d'or de la meilleure œuvre digitale à Biarritz en 2015[7]. Le projet transmédia remporte le "Grand Prix" Golden Panda et The Most Innovative Experience Golden Panda au Sichuan Film Festival en 2015[8].
- Soundhunters remporte le Prix Courrier International du meilleur webdocumentaire en 2015 [9].
- Soundhunters sera aussi présenté en conférence à SXSW [10] ainsi qu'au NYFF Convergence (New York Film Festival) en 2016 [11].